# Non dirmelo... non ci credo
Non dirmelo... non ci credo (Another You) è un film del 1991 diretto da Maurice Phillips.

## Trama
Hollywood, Eddie Dash è un truffatore "professionista" che campa fregando le altre persone. Essendo in libertà vigilata deve svolgere 100 ore di servizio sociale, ma poiché non intende svolgere lavori pesanti, gli viene affidato un paziente volontario del manicomio Rivington da controllare e accompagnare in attività terapeutiche e culturali, questo uomo è George.
George è un bugiardo patologico e non è completamente convinto di lasciare la clinica, ma alla fine gli altri pazienti assieme al dottore che li segue, riescono a convincerlo, così appena vede Eddie lo prende in simpatia da definirlo il suo nuovo migliore amico.
Eddie non è entusiasta della situazione e pertanto decide di abbandonare George in un museo: George è disperato all'idea di dover passare il pomeriggio da solo, così Eddie, in cambio di un compenso di 50 dollari, decide di accompagnarlo. La gita nel museo dura poco per i due poiché George, spaventatissimo, corre fuori e per sbaglio travolge un signore sul marciapiede. Quest'ultimo lo identifica come il buon vecchio Abe Fielding, scomparso da diversi mesi, a cui deve un sacco di soldi per una giocata vinta, così gli lascia una parte dei soldi e gli dà un appuntamento per la stessa sera. 
Da questo "disguido" nasce un'intensa avventura per i due protagonisti: uno che mente per vivere e l'altro che vive per non mentire più e che però quando non ci riesce è capace di raccontare storie così assurde che le persone a cui le racconta non sanno se Abe (tutti lo riconoscono secondo quell'identità) stia scherzando o stia parlando seriamente.

## Produzione
Non dirmelo... non ci credo uscì quattro anni dopo la dichiarazione pubblica da parte di Pryor di essere malato di sclerosi multipla, e il suo deterioramento fisico è piuttosto evidente nel film. Peter Bogdanovich avrebbe dovuto essere il regista del film, ma venne sostituito dopo sole cinque settimane di riprese.

## Accoglienza
La pellicola fu un insuccesso al botteghino. È inserito nella top ten dei film con la maggior perdita di incassi al box office nel secondo week-end di programmazione, con un calo del 78.1% passando da $1,537,965 a $334,836.